# Anton Schmitt (Soldat)

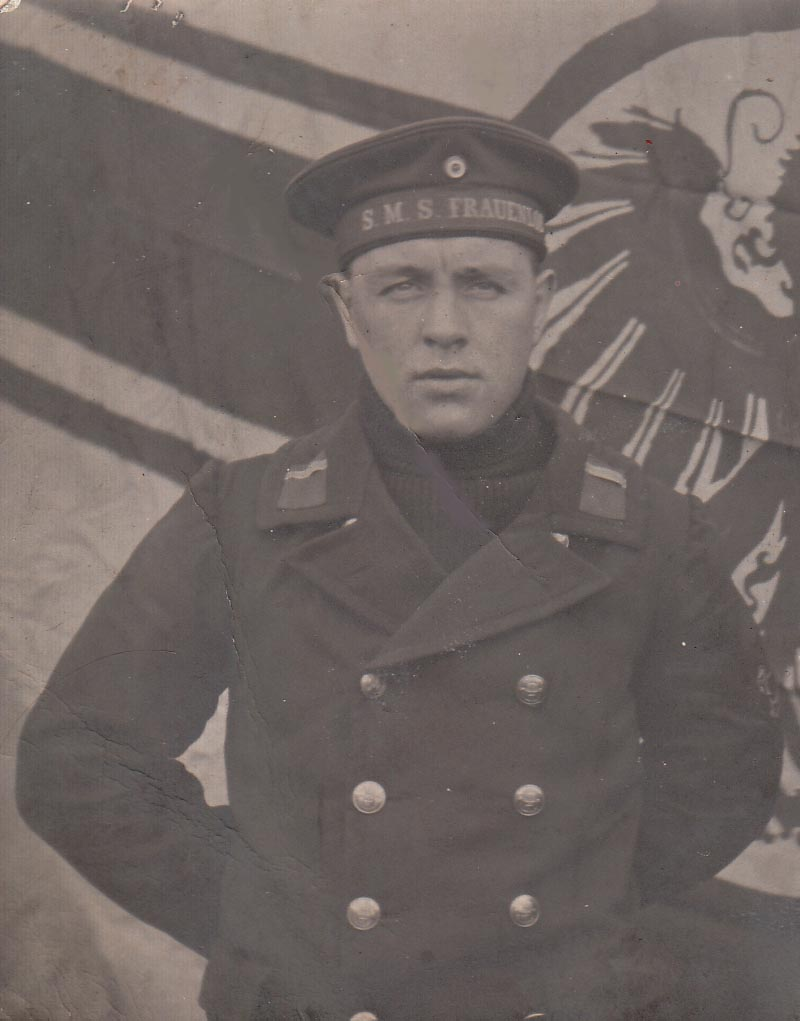
Anton Schmitt, 1916

Anton Schmitt (* in Illingen; † 31. Mai 1916 Skagerrak) war ein deutscher Bootsmannsmaat der deutschen Kaiserlichen Marine im Ersten Weltkrieg.
Als Geschützführer auf dem Kleinen Kreuzer Frauenlob blieb er während der Skagerrakschlacht trotz starker Verwundung auf seinem Posten. Im Wasser stehend, feuerte er bis zum Kentern des Schiffes auf den Gegner und ging mit seinem Schiff unter.
Ihm zu Ehren benannte die Kriegsmarine den 1939 in Dienst gestellten Zerstörer Z 22 Anton Schmitt. Außerdem ist er auf dem Marine-Ehrenmal in Laboe genannt.